# アイデンティティ政治
アイデンティティ政治（アイデンティティせいじ、英語: identity politics、アイデンティティ・ポリティクス）は、主にジェンダー、人種、民族、性的指向、障害などの特定のアイデンティティに基づく集団の利益を代弁して行う政治活動。
それぞれ違うアイデンティティ集団に属する人々は、共通の利益があり、彼らに共通の社会問題を解決するためそのアイデンティティの下に団結して戦うべきであるとされる。個々のアイデンティティ集団に特有の問題は基本的に自分たちの手で解決すべきであるとされ、他のアイデンティティ集団と連帯するのは、他のアイデンティティ集団にも共通するより大きな社会問題と対峙する時であるとされる。例えば被差別集団が一般に属している下層の労働者階級の待遇改善には、他のアイデンティティ集団と連帯して階級闘争を要するのに対し、それぞれのアイデンティティ集団がかかえる固有の問題はアイデンティティ政治によって対処される。つまり、アイデンティティ集団の問題意識は、必ずしも階級意識に包含されるものではないと規定される。メタ分析によれば、人為的に付けられたアイデンティティの差別的効果は、例えば人種によるものよりも強力である。
アファーマティブ・アクションはアイデンティティ政治が社会的不公正を是正するために推進する法的改正の成果の一つである。
アン・マクリントックは、ナショナリズムは作り出されたアイデンティティーの構築物であり、特にジェンダーに焦点を当てていると言う。彼女は、ジェンダーの違いが制度化されていることを論じ、国家が「国民が国民国家の資源にアクセスすることを制限・正当化する」能力を持つ文化表象であるため、そのことを国家と結びつけている。
左派の間でも批判が存在し内田樹はその究極がユーゴスラビアの崩壊であるとしている。
朝日新聞記者の石川智也は、朝日岩波文化人的リベラルの凋落について、多様性の問題にばかり熱心で、グローバル化に適応できない国民を見捨てていると認識されたことを指摘する。
アイデンティティ政治は特定集団の利益を代弁するエリート主義にもつながる。アイデンティティ政治への嫌悪感が2024年アメリカ大統領選挙でアメリカ民主党が敗れた原因とも指摘される。